# Polaris (jeu narratif)
Pour les articles homonymes, voir Polaris (jeu) et Polaris.
Polaris : tragédie chevaleresque au septentrion (titre original : Polaris: Chivalric Tragedy at Utmost North) est un jeu narratif collaboratif américain créé entre autres par Ph Lee, publié en 2005 par These Are Our Games. Il a été traduit et publié en français en 2015 par 500 nuances de geek.